# (Sittin’ on) The Dock of the Bay
| Оценки критиков | Оценки критиков |
| Источник        | Оценка          |
| --------------- | --------------- |
| AllMusic        | Без оценки      |

«(Sittin’ on) The Dock of the Bay» (англ.: "Сидя на берегу залива...") — песня, написанная американским певцом Отисом Реддингом и гитаристом Стивом Кроппером. Реддинг записал её дважды в 1967 году, причём второй раз незадолго до своей трагической смерти в авиакатастрофе. В 1968 году песня была издана как сингл на лейбле Stax Records и стала первым в истории посмертно изданным синглом, достигшим 1-го места в США. В Великобритании в чарте UK Singles Chart сингл был на 3 месте.
В 2004 году журнал «Rolling Stone» поместил песню «(Sittin’ on) The Dock of the Bay» в исполнении Отиса Реддинга на 28-е место своего списка «500 величайших песен всех времён».
В списке 2011 года песня находится на 26-м месте.
Кроме того, песня «(Sittin’ on) The Dock of the Bay» в исполнении Отиса Реддинга входит в составленный Залом славы рок-н-ролла список  "500 Songs That Shaped Rock and Roll".
В 1998 году оригинальный сингл Отиса Реддинга с песней «(Sittin’ on) The Dock of the Bay» (вышедший в 1968 году на лейбле «Volt Records») был принят в Зал славы премии «Грэмми».

## История создания
Реддинг начал писать слова к этой песне в августе 1967 года, сидя на борту плавучего дома, который он арендовал в порту Сосалито в Калифорнии. Помог доделать песню ему Стив Кроппер, продюсер на лейбле Stax Records и гитарист в группе Booker T. and the M.G.'s.

## Композиция
Песня завершается насвистыванием. Также в ней звучат звуки волн, ударяющихся о берег.

### Чарты

#### Оригинальная версия
| Чарт (1968)                       | Наив. поз. |
| --------------------------------- | ---------- |
| США (US Billboard Hot 100)        | 1          |
| США (Hot Rhythm & Blues Singles)  | 1          |
| Великобритания (UK Singles Chart) | 3          |

## Кавер-версии
Песня была перепета многими музыкантами, среди которых Сэмми Хагар и Майкл Болтон.